# Gare d'Aye
La gare d'Aye est une ancienne gare ferroviaire belge de la ligne 162, de Namur à Sterpenich (frontière luxembourgeoise), située dans le village d'Aye sur le territoire de la ville de Marche-en-Famenne, en Région wallonne dans la province de Luxembourg.
Elle est mise en service en 1858 par la Grande compagnie du Luxembourg. C'est aujourd'hui une halte voyageurs de la Société nationale des chemins de fer belges (SNCB).

## Situation ferroviaire
Établie à 243 mètres d'altitude, la gare d'Aye est située au point kilométrique (PK) 48,90 de la ligne 162, de Namur à Sterpenich (frontière du Luxembourg), entre les gares ouvertes d'Haversin et Marloie.

## Histoire
La ligne de Namur à la frontière du Luxembourg est mise en service par section en 1858. La Grande compagnie du Luxembourg ouvre au service la section de Ciney à Grupont le 17 juillet 1858 en même temps que la station d'Aye. En 1867, c'est la sixième station de la ligne à 48 km de Namur.  
Un abri pour la lampisterie et le magasin d'approvisionnement est construit en 1882. En 1891, le premier bâtiment de gare est démoli et remplacé par un second bâtiment de plan type 1881. L'année suivant, il réchappe de peu de l'incendie de la scierie Neunhauser située de l'autre côté des voies. 
Au début des années 1900 la gare est éditée en carte postale, la photo montre l'intérieur de la gare et son environnement. Le site présente plusieurs édifices, notamment le bâtiment voyageurs 1891 construit en briques rouges, présentant un corps central à étage muni de trois travées en façade, encadré par des prolongements de plain-pied dont une aile de trois travées disposée à droite du corps central et une aile à toit plat de l’autre côté. une halle à marchandise dispose d’une avancée du toit couvrant le quai et une voie. La ligne possède deux voies et une aiguille permet l'embranchement d'une troisième voie.
Une série de photographies prises après l'électrification de la ligne du Luxembourg en 1956 montrent que le bâtiment de la gare avait été repeint en blanc et que l'aile basse à toit plat avait été complètement transformée avec de nouvelles ouvertures de style moderne côté voie et un toit à deux pentes ; l'accès au WC originellement situé derrière deux portes du mur transversal de cette aile est déplacé pour donner sur le quai. Une avancée en bois de style ancien, remplaçant une des portes de la gare, accueillait le block 55.
La gare est fermée en 1984. L'action de la population et de ses élus aboutit à sa réouverture en 1991. Le bâtiment de la gare a cependant été démoli (peut-être avant 1982) et il s’agit désormais d’un simple point d’arrêt uniquement muni d’abris de quai.

## Service des voyageurs

### Accueil
Halte de la SNCB, c'est un point d'arrêt non gardé (PANG). Elle dispose de deux quais avec abris. Le passage en sécurité d'un quai à l'autre se fait en empruntant le pont routier surplombant la voie.

### Desserte
Aye est desservie, toutes les heures en semaine et toutes les deux heures les week-ends, par des trains L reliant Ciney et Rochefort-Jemelle.
En semaine, cette desserte est renforcée, le matin, par un train P de Namur à Luxembourg et un de Libramont à Ciney ; l’après-midi par un train P de Namur à Rochefort-Jemelle et un autre de Libramont à Ciney.

### Intermodalité
Un parking pour les véhicules est disponible dans son environnement immédiat. Le site est desservi par des bus des lignes 162a (Marloie - Aye), 420 (Aye - Jemelle - Nassogne), et 424 (Rochefort - Marche - Aye) du réseau TEC Namur-Luxembourg.

## Comptage voyageurs
Le graphique et le tableau montrent le nombre de passagers qui en moyenne embarquent durant la semaine, le samedi et le dimanche.
| Nombre de voyageurs qui embarquent à la gare d'Aye | Nombre de voyageurs qui embarquent à la gare d'Aye | Nombre de voyageurs qui embarquent à la gare d'Aye | Nombre de voyageurs qui embarquent à la gare d'Aye |
|                                                    | Semaine                                            | Samedi                                             | Dimanche                                           |
| -------------------------------------------------- | -------------------------------------------------- | -------------------------------------------------- | -------------------------------------------------- |
| 1977                                               | 62                                                 | 12                                                 | 16                                                 |
| 1978                                               | 48                                                 | 6                                                  | -                                                  |
| 1979                                               | 56                                                 | 6                                                  | 7                                                  |
| 1980                                               | 52                                                 | 9                                                  | 12                                                 |
| 1981                                               | 49                                                 | 15                                                 | 10                                                 |
| 1982                                               | 38                                                 | 12                                                 | 15                                                 |
| 1983                                               | 47                                                 | 16                                                 | 19                                                 |
| 1984                                               |                                                    |                                                    | -                                                  |
| 1985                                               |                                                    |                                                    | -                                                  |
| 1986                                               | -                                                  | -                                                  | -                                                  |
| 1987                                               | -                                                  | -                                                  | -                                                  |
| 1988                                               | -                                                  | -                                                  | -                                                  |
| 1989                                               | -                                                  | -                                                  | -                                                  |
| 1990                                               | -                                                  | -                                                  | -                                                  |
| 1991                                               | 34                                                 | 7                                                  | 8                                                  |
| 1992                                               | 56                                                 | 7                                                  | 5                                                  |
| 1993                                               | 47                                                 | 3                                                  | 1                                                  |
| 1994                                               | 58                                                 | -                                                  | -                                                  |
| 1995                                               | 57                                                 | -                                                  | -                                                  |
| 1996                                               | 49                                                 | -                                                  | -                                                  |
| 1997                                               | 53                                                 | -                                                  | -                                                  |
| 1998                                               | 54                                                 | -                                                  | -                                                  |
| 1999                                               | 61                                                 | -                                                  | -                                                  |
| 2000                                               | 60                                                 | -                                                  | -                                                  |
| 2001                                               | 58                                                 | -                                                  | -                                                  |
| 2002                                               | 53                                                 | -                                                  | -                                                  |
| 2003                                               | 56                                                 | 4                                                  | 8                                                  |
| 2004                                               | 52                                                 | 2                                                  | 6                                                  |
| 2005                                               | 59                                                 | 5                                                  | 3                                                  |
| 2006                                               | 41                                                 | 5                                                  | 6                                                  |
| 2007                                               | 44                                                 | 8                                                  | 12                                                 |
| 2008                                               | -                                                  | -                                                  | -                                                  |
| 2009                                               | 73                                                 | 9                                                  | 11                                                 |
| 2010                                               | -                                                  | -                                                  | -                                                  |
| 2011                                               | -                                                  | -                                                  | -                                                  |
| 2012                                               | 72                                                 | 3                                                  | 16                                                 |
| 2013                                               | 95                                                 | 14                                                 | 15                                                 |
| 2014                                               | 78                                                 | 23                                                 | 19                                                 |
| 2015                                               | 48                                                 | 12                                                 | 25                                                 |
| 2016                                               | 58                                                 | 13                                                 | 9                                                  |
| 2017                                               | 45                                                 | 18                                                 | 24                                                 |
| 2018                                               | 44                                                 | 13                                                 | 17                                                 |
| 2019                                               | 45                                                 | 17                                                 | 15                                                 |
| 2020                                               | 38                                                 | 9                                                  | 7                                                  |
| 2021                                               | -                                                  | -                                                  | -                                                  |
| 2022                                               | 56                                                 | 31                                                 | 23                                                 |
| 2023                                               | 28                                                 | 10                                                 | 5                                                  |
| 2024                                               | 45                                                 | 22                                                 | 13                                                 |

## Iconographie
- Aye - Quartier de la Gare, édition Severin. Carte postale ancienne présentant l'intérieur de la gare avec son bâtiment voyageurs en briques rouges et sa halle à marchandises.